# Cơm khô

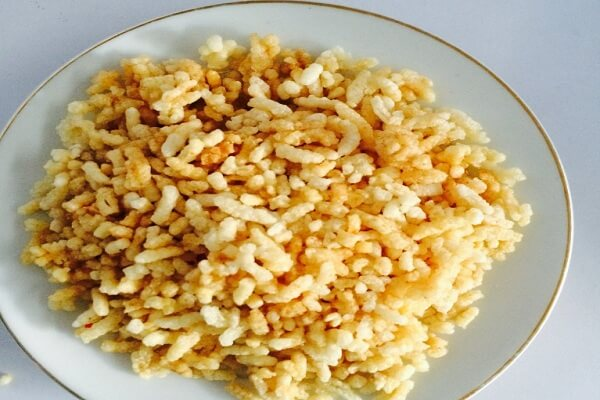
cơm khô vừa giòn, xốp, thơm ngon là món ăn ngon, dễ làm từ những hạt cơm

Cơm khô là một món ăn có từ xưa của người dân Việt Nam, được phơi khô từ cơm nguội sau mỗi bữa ăn. Trước khi ăn thường được rang với mỡ (chất béo từ lợn) hoặc dầu thực vật. Ngày nay người ta còn cho thêm dăm bông và hành lá để tăng hương vị.

## Sự ra đời của "Cơm khô"
Ngày xưa, khi đời sống của người dân còn đói kém, người dân không đủ ăn, sau mỗi bữa cơm luôn còn lại phần cơm thừa. Thường những phần cơm dư thừa để bữa sau hấp lại ăn thì không được ngon. Do đó, nhiều gia đình đem cơm nguội, bóp cho tơi, trải lên những tờ báo, tờ giấy hoặc dần, sàng để đem phơi khô. Phơi một đến hai nắng cho đến khi cơm khô hoàn toàn, sau đó để nguội, dùng chày giã nhẹ để các hạt cơm rời nhau ra, cuối cùng cho vào túi, hoặc lọ sành đậy kín tránh ẩm, mốc.
Hiện nay, không còn nhiều nhà mang cơm đi phơi nắng, đa số người phơi cơm thường ở vùng quê nhưng thế hệ 7X, 8X sẽ biết.

## Chế biến và Sử dụng
Cơm khô thường được rang chín để làm đồ ăn vặt. Quy trình chế biến cơm khô cơ bản như sau:
- Dùng chảo sạch, đun khô chảo sau đó cho dầu thực vật (hoặc mỡ) vào cho đến khi dầu (hoặc mỡ) sôi.
- Khi dầu sôi (có bọt khí nổi lên), cho cơm khô đã được dã tơi vào chảo dầu nóng và dùng đũa đảo liên tục, tránh để cơm cháy, đảo cho đến khi cơm phồng đều và chuyển sang màu vàng đậm.
- Khi cơm phồng đều và chuyển sang màu vàng, tắt bếp, cho một chút đường hoặc gia vị vào và trộn đều.

Cơm mới rang xong thường rất nóng, có thể gây bỏng miệng, tay khi chạm phải. Do đó, khi muốn thưởng thức cần để khoảng 10 phút cho nguội.

## Những cách chế biến cơm khô ngon

### Cơm khô rang nước mắm
1. Chiên phồng cơm khô: Đầu tiên bắc chảo lên bếp, cho vào 200ml dầu ăn, đun nóng dầu ăn ở lửa lớn, chia cơm khô thành nhiều phần rồi lần lượt cho vào chiên ở lửa vừa. Chiên đến khi cơm phồng và vàng đều thì nhanh chóng vớt ra. Cứ làm lần lượt cho đến khi hết phần cơm khô đã chuẩn bị.
2. Làm nước sốt mắm: Tiếp đó giã nhuyễn 3 tép tỏi, 3 quả ớt với 2 muỗng cà phê đường và 1 muỗng cà phê bột ngọt, thêm 1 muỗng canh nước mắm vào, khuấy đều (tùy theo khẩu vị mỗi người mà có thể gia giảm lượng đường, nước mắm cho phù hợp).
3. Làm cơm rang nước mắm: Bắc nồi lên bếp, cho cơm khô đã rang vào. Tiếp tục rưới nước sốt mắm tỏi ớt vào và đảo đều. Điều chỉnh lửa ở mức nhỏ nhất, chỉ đủ làm nóng nồi. Đảo đến khi cơm ráo, thấm đều gia vị và cảm giác nhẹ tay là được. Cuối cùng cho ra đĩa và thưởng thức

### Cơm khô ngào đườngmè đen
1. Rang cơm khô: Bắc chảo lên bếp, đợi đến khi chảo nóng bạn cho cơm khô vào chảo. Rang với lửa vừa khoảng 8 phút cho đến khi cơm khô hơi ngả vàng thì bạn hạ lửa nhỏ lại tiếp tục đảo đều khoảng 4 phút nữa cho tới khi cơm vàng đều thì tắt bếp cho cơm khô vừa rang vào tô đã lót sẵn giấy thấm dầu hoặc giấy ăn. Tiếp theo bắc bếp lên, cho mè đen vào chảo, rang đều khoảng 1 phút cho đến khi mè đen nở, phát ra những tiếng lách tách thì tắt bếp, cho ra chén.
2. Đảo cơm với đường: Cho cơm khô vừa rang và rây lọc, rây đều lấy phần cơm khô và bỏ đi lớp bột cơm đã bị két rồi cho vào chảo. Bắc bếp lên, cho mè đen đã rang vào, đảo đều với lửa nhỏ cho khoảng 1 phút cho mè đen và cơm lẫn vào nhau thì cho đường vào. Đảo đều thêm khoảng 4 phút nữa cho đến khi đường tan và kết dính các hạt cơm rang lại với nhau thì tắt bếp và cho ra dĩa, đợi nguội và thưởng thức.

## Tục ngữ
Cơm khô được xuất hiện trong câu tục ngữ của ông cha ta xưa
Cơm khô là cơm thảo,
Cơm nhão là cơm hà tiện
Dị bản:
Cơm sống là cơm thảo,
Cơm nhão là cơm hà tiện